# Maria von Hanau-Lichtenberg
Maria von Hanau-Lichtenberg (* um 1488; † 1526?) war eine Tochter des Grafen Philipp II. von Hanau-Lichtenberg und der Anna von Isenburg.
Maria trat 1499 in das Kloster Klarenthal bei Wiesbaden ein, was ihren Vater 300 Gulden kostete. Die Wahl des Klosters Klarenthal, das von den Stammlanden der Hanau-Lichtenberger weit entfernt lag, könnte damit zusammenhängen, dass ihre Tante väterlicherseits, Margarethe (* 15. Mai 1463; † 26. Mai 1504), mit Graf Adolf III. von Nassau-Wiesbaden (* 10. November 1443; † 6. November 1511), dem Vogt des Klosters, verheiratet war. Maria war von 1512 bis ca. 1525 dessen Äbtissin. Sie gab dieses Amt wohl schon zu Lebzeiten wieder auf. Es ist so nicht ganz klar, ob sie 1526 starb oder, weil sie jetzt kein Amt mehr innehatte, die Quellen nun über sie schweigen. Über die Zeit nach 1525 ist zu ihr jedenfalls nichts mehr überliefert. Auch im Nekrolog des Klosters ist sie nicht aufgeführt, was darauf schließen lässt, dass sie zum Zeitpunkt ihres Todes dort nicht mehr gelebt hat.
Hintergrund des Rücktritts könnten sowohl die massiven finanziellen Schwierigkeiten des Klosters in dieser Zeit gewesen sein, als auch die klosterfeindliche Haltung der beginnenden Reformation und die damit verbundenen Aufstände der Bauern.

## Vorfahren
| Ahnentafel der Gräfin Maria von Hanau-Lichtenberg | Ahnentafel der Gräfin Maria von Hanau-Lichtenberg                                         | Ahnentafel der Gräfin Maria von Hanau-Lichtenberg                                         | Ahnentafel der Gräfin Maria von Hanau-Lichtenberg                                                       | Ahnentafel der Gräfin Maria von Hanau-Lichtenberg                                                       | Ahnentafel der Gräfin Maria von Hanau-Lichtenberg | Ahnentafel der Gräfin Maria von Hanau-Lichtenberg |
| ------------------------------------------------- | ----------------------------------------------------------------------------------------- | ----------------------------------------------------------------------------------------- | --- | --- | ------------------------------------------------- | ------------------------------------------------- |
| Urgroßeltern                                      | Reinhard II. von Hanau (* 1369; † 1451) ⚭ Katharina von Nassau-Beilstein (* ?; † 1459)    | Ludwig V. von Lichtenberg (* 1433; † 1471) ⚭ Elisabeth von Hohenlohe (* 1441; † 1488)     | Dietrich von Isenburg-Büdingen (* 1400; † 1461) ⚭ Elisabeth von Solms-Braunfels (* 1409; † 1450)        | Johann II. von Nassau-Wiesbaden-Idstein (* 1419; † 1480) ⚭ Maria von Nassau-Dillenburg (* 1418; † 1474) |                                                   |                                                   |
| Großeltern                                        | Philipp I. von Hanau-Lichtenberg (* 1417; † 1480) ⚭ Anna von Lichtenberg (* 1442; † 1474) | Philipp I. von Hanau-Lichtenberg (* 1417; † 1480) ⚭ Anna von Lichtenberg (* 1442; † 1474) | Ludwig II. von Isenburg-Büdingen (* 1422; † 1511) ⚭ Maria von Nassau-Wiesbaden-Idstein (* 1438; † 1480) | Ludwig II. von Isenburg-Büdingen (* 1422; † 1511) ⚭ Maria von Nassau-Wiesbaden-Idstein (* 1438; † 1480) |                                                   |                                                   |
| Eltern                                            | Philipp II. von Hanau-Lichtenberg (* 1462; † 1504) ⚭ Anna von Isenburg-Büdingen († 1522)  | Philipp II. von Hanau-Lichtenberg (* 1462; † 1504) ⚭ Anna von Isenburg-Büdingen († 1522)  | Philipp II. von Hanau-Lichtenberg (* 1462; † 1504) ⚭ Anna von Isenburg-Büdingen († 1522)                | Philipp II. von Hanau-Lichtenberg (* 1462; † 1504) ⚭ Anna von Isenburg-Büdingen († 1522)                |                                                   |                                                   |
| Maria von Hanau-Lichtenberg                       |                                                                                           |                                                                                           | | |                                                   |                                                   |

## Verweise
1. ↑  Schätzung aufgrund des Eintrittsalters ins Kloster und ihrer Geschwisterreihe.
2. ↑  Czysz, S. 252f.

| Personendaten    | Personendaten                                                                  |
| ---------------- | ------------------------------------------------------------------------------ |
| NAME             | Hanau-Lichtenberg, Maria von                                                   |
| KURZBESCHREIBUNG | Tochter des Grafen Philipp II. von Hanau-Lichtenberg und der Anna von Isenburg |
| GEBURTSDATUM     | um 1488                                                                        |
| STERBEDATUM      | um 1526                                                                        |